# Guatemala i 4 dele
Guatemala i 4 dele er en dansk dokumentarfilm i fire dele fra 1993, der er instrueret af Niels Snedevig efter manuskript af Per Schultz.

## Handling
Del 1: »Majsen«. De måtte gå det sidste stykke ned til plantagen, hvor de måske et halvt år skal arbejde for godsejeren med majs og sukkerrør. Miguel ville godt have sagt i skolen, at han ikke kom foreløbig, men det hele gik så hurtigt. Indianerbørn fra bjergene må halvdelen af året rejse med de voksne til plantagerne på kysten, hvor de som slaver arbejder for godsejeren.
Del 2: »Kurvene«. Rosario kommer sjældent i skole, for der er altid noget, der skal laves hjemme. Celso har længe været syg, og det er næsten umuligt at skaffe penge til sundhedsklinikken. Gennem generationer har indianerne i Guatemala været slaver i deres eget land. Og få kender nok til deres rettigheder.
Del 3: »Dragerne«. Julio på 13 år har selv været gadebarn, men nu er han vært i et ugentligt tv-program, der handler om børn og menneskerettigheder.
Del 4: »Stenene«. I begyndelsen slår man sig selv over fingrene. Senere kommer splinterne i øjnene og til sidst hosten. Men det er godt betalt. Næsten 10 kroner om dagen, hvis man er flittig. Tusindvis af børn i Guatemala kommer aldrig i skole. Der er brug for deres arbejdskraft som her i en stenmine.